# TV 도쿄 금요 심야 1시 시간대의 심야 드라마
TV 도쿄 금요 심야 1시 시간대의 심야 드라마(テレビ東京金曜深夜1時枠の深夜ドラマ)란, 2011년 10월 7일부터 TV 도쿄에서 매주 금요일 24시 52분 - 25시 23분(쿨에 따라서는 25시 53분까지)(JST)에 방송되고 있는 심야 드라마 시간대이다.
여기서는 2004년 10월부터 2006년 3월까지 방송된 제1기, 2010년 4월부터 12월까지 방송된 제2기, 2011년 10월부터 방송되고 있는 제3기(제2기・제3기는 금요일 25시 23분 - 25시 53분 시간대도 포함)을 정리하고 있다.

## 개요

### 제1기
2004년 10월에 『30minutes』(25:00 - 25:30)와 『Deep Love :아유의 이야기』(25:30 - 26:00)로 스타트하고, 2005년 1월 개시의 『Deep Love 호스트』부터는 25:30 - 26:00로 단일화된, 버라이어티 프로그램 『블로그의 여왕』 개시에 따른 2006년 3월에 종료하고, 금요일의 심야 드라마 시간대는 2005년 10월 개시의 『드라마 24』에 집약되었다.

### 제2기
2010년 4월부터 『대마신 카논』도 25시 23분 - 25시 53분에 개시되고, 같은 해 7월부터는 『우주견 작전』(『버라이어티7』 금요 후반 시간대에 따른다)도 개시되었다. 그 때문에, TV 도쿄에서는 금요일 24시 12분부터 24시 53분까지 『드라마 24』를 방송하고 있기 때문에, 2010년 7월부터 9월까지는 금요일 24시 12분부터 25시 53분까지, 같은 해 10월부터 12월까지는 금요일 24시 12분부터 25시 53분까지 드라마 시간대가 되었지만, 『우주견 작전』 종료에 따른 2010년 12월에 시간대 자체가 종료된다.

### 제3기
TV 도쿄의 금요일 24시 53분 - 25시 23분 시간대는 2009년 4월부터 2011년 9월까지 『버라이어티7』(버라이어티 방송 시간대)을 방송해왔지만, 2011년 가을의 방송 개편으로 인해서 『버라이어티7』 해소에 따른 새롭게 심야 드라마 시간대를 신설하게 되었다. TV 도쿄에 있어서는 금요일 24시 12분부터 25시 23분까지는 10개월 만에 드라마 시간대가 되었다. 2012년 4월 - 9월 쿨은 24시 53분 - 25시 53분의 편성이 된 것 외에, 2013년 4월 - 10월 쿨도 24시 52분 - 25시 53분의 편성이 되고, 이 기간은 금요일 24시 12분부터 25시 53분까지 드라마 시간대가 된다.
전반 시간대(24:52 - 25:23 시간대)는 현대극 시간대로, 『드라마 24』와 마찬가지로 제작 위원회 방식을 취하고 있다, 또, 후반 시간대(25:23 - 25:53 시간대)는 기본적으로 특촬된 드라마 시간대가 되고 있다.
2012년 10월 개시의 『하오하오!강시걸:도교전시대전기』부터는, 개시 시간이 1분 올라서, 24시 52분부터의 방송이 되고, 전 방송인 『드라마 24』와의 프로그램 접속은 스테이션 브레이크리스가 되고, 2013년 1월 개시의 『미에리노 가시와기』부터 자막방송에도 대응한다.
본 시간대는 로컬 세일즈 시간대가 되어 있고, 전반 시간대에 관해서는, TVQ 규슈 방송은 『우레로☆미완성소녀』부터, TV 오사카는 『하오하오!강시걸~동경전시대전기~』부터, TV 홋카이도는 『뱀파이어 헤븐』부터 각각 동시에 넷되고 있다. TV 아이치와 TV 세토우치는 지연되거나, 작품에 따라서는 미방송된다. 후반 시간대에 관해서는 전국 방송 시간이 다르다. (다만, 2014년 4월 개시한 『가로:마계의 꽃』은 TV 홋카이도에서도 동시 네트워크).
TV 도쿄 계열의BS국인 BS 재팬은, 제3기 전반 시간대의 개시 당초는 토요일에 정해지지 않은 시간으로 방송되고 있었지만, 『미에리노가시와기』와 『뱀파이어 헤븐』은 일요 심야(『드라마 24』의 지연 넷 시간대의 직후 시간대)로 3개월 지연 넷으로 방송되었다.

## 방송 작품 전체
○는 특촬 드라마.

### 제1기

#### 2004년
- 30minutes (10월 - 12월, 25:00 - 25:30에 방송)
  - 출연:바나나 맨, 오기야하기 외
- Deep Love:아유의 이야기 (10월 - 12월, 25:30 - 26:00에 방송)
  - 출연:이와사 마유코 외

#### 2005년
- Deep Love 호스트 (1월 7일 - 3월 18일, 이것부터 25:30 - 26:00에 방송)
  - 출연:기타무라 유, 가와구치 리키야 외
- 홀리랜드 (4월 1일 - 6월 24일)
  - 출연:이시가키 유마, 도쿠야마 히데노리 외
- 30minutes 2기 (7월 1일 - 9월 23일)
  - 출연:바나나 맨, 오기야하기 외
- ○가로 (10월 7일 - 2006년 3월 31일）
  - 출연:고니시 료세이, 히지이 미카 외

### 제2기

#### 2010년

##### 24:53 - 25:23 시간대
- ○우주견 작전 (7월 9일 - 12월 24일, 『버라이어티7』 금요 후반 시간대에 따름)
  - 제작:앳 무비 크리에이팅
  - 출연:도쓰기 시게유키, 가타기리 진, 다카나시 린 외

##### 25:23 - 25:53 시간대
- ○대마신 카논 (4월 2일 - 10월 1일)
  - 제작:가도카와 쇼텐
  - 출연:리쿠나 유카, 마시마 히데카즈, 나가사와 나오 외

### 제3기

#### 2011년
- 우레로☆미확인소녀 (2011년 10월 7일 - 12월 23일, 24:53 - 25:23에 방송)
  - 제작협력:Shiopro
  - 출연:게키단 히토리, 바카리즈무, 도쿄03, 하야미 아카리 외

#### 2012년

##### 24:53 - 25:23→24:52 - 25:23시간대
- 사바돌(2012년 1월 13일 - 4월 6일)
  - 제작:덴쓰
  - 출연:와타나베 마유(AKB48) 외
- 사랑하는 메종:Rainbow Rose(2012년 4월 13일 - 6월 29일)
  - 출연:강지영(카라), 건일(초신성) 외
- 우레로☆미완성소녀(2012년 7월 13일 - 10월 5일)
  - 제작협력：Shiopro
  - 출연:게키단 히토리, 바카리즈무, 도쿄03, 하야미 아카리 외
  - 여기까지 24:53 - 25:23에 방송.
- 하오하오!강시걸:동경전시대전기(2012년 10월 12일 - 12월 21일)
  - 제작:라쿠에이사
  - 출연:카와시마 우미카(당시 9nine) 외
  - 여기까지 24:52 - 25:23에 방송

##### 25:23 - 25:53 시간대
- D×TOWN(2012년 4월 6일 - 9월 28일)
  - 제작:앳 무비 크리에이팅
  - 출연:엔도 유야, 이가라시 슌지(당시 D-보이즈) 외

#### 2013년

##### 24:52 - 25:23 시간대
- 미에리노 카시와기(2013년 1월 11일 - 3월29일)
  - 제작:이마진
  - 출연:카시와기 유키(AKB48), 사노 시로, 콘노 히로키(킹 오브 코미디) 외
- 뱀파이어 헤븐(2013년 4월 12일 - 7월 5일)
  - 제작:STARDUST PICTURES
  - 출연:오오마사 아야, 혼다 츠바사, 히라오카 유타 외
- 먹기만 할게(2013년 7월 12일 - 9월 27일)
  - 제작:Asmik Ace
  - 출연:고토 마리코, 아라이 히로후미, 이시바시 안나 외
- 노컨 키드:우리들의 게임사(2013년 10월 4일 - 12월 20일)
  - 제작:DJANGO 필름
  - 출연:다나카 케이, 하루, 하마노 켄타, 사토 지로 외

##### 25:23 - 25:53 시간대
- ○가로:어둠을 비추는 자(2013년 4월 5일 - 9월 20일)
  - 제작:동북신사
  - 출연:쿠리야마 와타루, 이케다 준야 외
- ○충격 고우라이간!!(2013년 10월 4일 - 12월 27일)
  - 제작:Roads to Shangri-la,  Deep Side
  - 출연:신카와 유아, 카토 타카히로, 시메기 에노쿠 외

#### 2014년

##### 24:52 - 25:23 시간대
- 우레로☆미체험소녀(2014년 1월 10일 - 3월 28일)
  - 제작협력:Shiopro
  - 출연:게키단 히토리, 바카리즈무, 도큐03, 하야미 아카리 외
- 세일러 좀비(2014년 4월 18일 - 7월 4일)
  - 제작:C&I 엔터테인먼트
  - 출연:오오와다 나나(AKB48), 카와에이 리나(AKB48), 타카하시 쥬리(AKB48) 외
- 아라사짱 무수정(2014년 7월 25일 - 10월 10일)
  - 제작:C&I 엔터테인먼트
  - 출연:단 미츠, 카와무라 요스케, 오시나리 슈고, 미히로, 콘노 히로키(킹 오브 코미디), 카와무라 에미코(탄포포), 사토 히토미 외
- 갑각부동전기 로보산(2014년 10월 17일 - 12월 26일)
  - 출연:시리츠에비스추가쿠 외

##### 25:23 - 25:53 시간대
- ○GARO -마계의 꽃-(2014년 4월 4일 - 9월 26일)
  - 제작:동북신사
  - 출연:나카야마 마세이, 이시바시 나츠미, 미즈이시 아토무 외

#### 2015년

##### 24:52 - 25:23 시간대
- 야마다 타카유키의 도쿄 도 키타 구 아카바네(2015년 1월 9일 - 3월 27일)
  - 출연:야마다 타카유키 외

##### 25:23 - 25:53 시간대
- ○GARO -GOLD STORM- 상(2015년 4월 3일 - 9월 18일)
  - 출연:쿠리야마 와타루, 난리 미키, 쿠와에 사키나 외

#### 2016년

##### 24:52 - 25:23 시간대
- 우레로☆무한대 소녀(2016년 1월 9일 - 4월 1일)
  - 출연:게키단 히토리, 바카리즈무, 도쿄03, 하야미 아카리 외
- 그 〈고집〉, 내게도 주세요!!(2016년 4월 8일 - 6월 17일)
  - 출연:마츠오카 마유, 이토 사이리 외
- 목소리 사랑(2016년 7월 8일 - 9월 30일)
  - 출연:나가노 메이, 류세이 료 외
- 키치죠지만이 살고 싶은 거리입니까?(2016년 10월 14일 - 12월 23일)
  - 출연:오오시마 미유키, 안도 나츠 외

##### 25:23 - 25:53 시간대
- ○GARO -마계열전-(2016년 4월 8일 - 6월 24일)
  - 출연:호타루 유키지로 외

#### 2017년

##### 24:52 - 25:23 시간대
- 야마다 타카유키의 칸 영화제(2017년 1월 6일 - 3월 24일)
  - 출연:야마다 타카유키 외

##### 25:23 - 25:53 시간대
- ○GARO -DRAGON BLOOD-(2017년 1월 6일 - 3월 31일）

  - 출연:후지타 레이 외
- CODE NAME:MIRAGE(2017년 4월 7일 - 9월 23일)

  - 출연:키리야마 렌 외

## 같은 네트워크의 방송국
제2기 이후의 같은 네트워크의 방송국을 명기.
| 방송대상지역          | 방송국              | 계열           | 방송내력 |
| --------------------- | ------------------- | -------------- | --- |
| 간토 광역권           | TV 도쿄 제작 방송국 | TV 도쿄 계열   | 합계 18개 1. 대마신 카논 2. 우주견 작전 3. 우레로☆미확인소녀 4. 사바돌 5. D×TOWN 6. 사랑하는 메종:Rainbow Rose 7. 우레로☆미완성소녀 8. 하오하오!강시걸:동경전시대전기 9. 미에리노가시와기 10. 가로:어둠을 비추는 자 11. 뱀파이어 헤븐 12. 먹기만 할게 13. 노컨키드:우리들의 게임사 14. 충격 고우라이간!! 15. 우레로☆미체험소녀 16. 가로:마계의 꽃 17. 세일서 좀비 18. 아라사짱 무수정 |
| 홋카이도              | TV 홋카이도         | TV 도쿄 계열   | 합계 15개 1. 우주견 작전 2. 우레로☆미확인소녀 3. 사바돌 4. 우레로☆미완성소녀 5. 하오하오!강시걸:동경전시대전기 6. 미에리노가시와기 7. 가로:어둠을 비추는 자 8. 뱀파이어 헤븐 9. 먹기만 할게 10. 사랑하는 메종:Rainbow Rose 11. 노컨기드:우리들의 게임사 12. 충격 고우라이간!! 13. 우레로☆미체험소녀 14. 가로:마계의 꽃 15. 세일러 좀비                                                |
| 아이치현              | TV 아이치           | TV 도쿄 계열   | 합계 13개 1. 대마신 카논 2. 우주견 작전 3. 우레로☆미확인소녀 4. 사바돌 5. 사랑하는 메종:Rainbow Rose 6. 하오하오!강시걸:동경전시대전기 7. 우레로☆미완성소녀 8. 미에리노가시와기 9. 가로:어둠을 비추는 자 10. 노컨키드:우리들의 게임사 11. 충격 고우라이간!! 12. 가로:마계의 꽃 13. 우레로☆미체험소녀                                                                                  |
| 오사카부              | TV 오사카           | TV 도쿄 계열   | 합계 15개 1. 대마신 카논 2. 우주견 작전 3. 사바돌 4. 사랑하는 메종:Rainbow Rose 5. 하오하오!강시걸:동경전시대전기 6. 미에리노가시와기 7. 가로:어둠을 비추는 자 8. 뱀파이어 헤븐 9. 먹기만 할게 10. 노컨키드:우리들의 게임사 11. 충격 고우라이간!! 12. 우레로☆미체험소녀 13. 가로:마계의 꽃 14. 세일러 좀비 15. 아라사짱 무수정                                                        |
| 오카야마 현 가가와 현 | TV 세토우치         | TV 도쿄 계열   | 합계 10개 1. 대마신 카논 2. 우주견 작전 3. 사바돌 4. 가로:어둠을 비추는 자 5. 뱀파이어 헤븐 6. 먹기만 할게 7. 노컨키드:우리들의 게임사 8. 충격 고우라이간!! 9. 우레로☆미체험소녀 10. 가로:마계의 꽃 |
| 후쿠오카현            | TVQ 규슈 방송       | TV 도쿄 계열   | 합계 16개 1. 대마신 카논 2. 우주견 작전 3. 우레로☆미확인소녀 4. 사바돌 5. 사랑하는 메종:Rainbow Rose 6. 우레로☆미완성소녀 7. 하오하오!강시걸:동경전시대전기 8. 미에리노가시와기 9. 가로:어둠을 비추는 자 10. 뱀파이어 헤븐 11. 먹기만 할게 12. 노컨키드:우리들의 게임사 13. 충격 고우라이간!! 14. 우레로☆미체험소녀 15. 가로:마계의 꽃 16. 세일러 좀비                                |
| 미야기현              | 미야기 TV           | 일본 TV 계열   | 합계 2개 1. 우레로☆미확인소녀 2. 우레로☆미체험소녀 |
| 이시카와현            | TV 가나자와         | 일본 TV 계열   | 합계 1개 1. 가로:마계의 꽃 |
| 돗토리현 시마네현     | 니혼카이 TV         | 일본 TV 계열   | 합계 2개 1. 우레로☆미확인소녀 2. 우레로☆미완성소녀 |
| 이와테현              | IBC 이와테 방송     | TBS계열        | 합계 2개 1. 우레로☆미확인소녀 2. 우레로☆미완성소녀 |
| 야마가타현            | TV-U 야마가타       | TBS계열        | 합계 6개 1. 우레로☆미확인소녀 2. 우레로☆미완성소녀 3. 뱀파이어 헤븐 4. 노컨키드:우리들의 게임사 5. 가로:마계의 꽃 6. 우레로☆미체험소녀 |
| 후쿠시마현            | TV-U 후쿠시마       | TBS계열        | 합계 6개 1. 우레로☆미확인소녀 2. 사바돌 3. 우레로☆미완성소녀 4. 먹기만 할게 5. 노컨키드:우리들의 게임사 6. 우레로☆미체험소녀 |
| 돗토리 현 시마네 현   | 산인 방송           | TBS계열        | 합계 1개 1. 뱀파이어 헤븐 |
| 나가사키현            | 나가사키 방송       | TBS계열        | 합계 2개 1. 우레로☆미완성소녀 2. 우레로☆미체험소녀 |
| 구마모토현            | 구마모토 방송       | TBS계열        | 합계 4개 1. 우주견 작전 2. 우레로☆미확인소녀 3. 사바돌 4. 우레로☆미완성소녀 |
| 가고시마현            | 미나미니혼 방송     | TBS계열        | 합계 2개 1. 미에리노가시와기 2. 뱀파이어 헤븐 |
| 니가타현              | 니가타 종합 TV      | 후지 TV 계열   | 합계 1개 1. 우레로☆미확인소녀 |
| 후쿠이현              | 후쿠이 TV           | 후지 TV 계열   | 합계 1개 1. 가로:마계의 꽃 |
| 히로시마현            | TV 신히로시마       | 후지 TV 계열   | 합계 1개 1. 미에리노가시와기 |
| 나가사키 현           | TV 나가사키         | 후지 TV 계열   | 합계 1개 1. 우레로☆미확인소녀 |
| 니가타 현             | 니가타 TV21         | TV 아사히 계열 | 합계 1개 1. 충격 고우라이간!! |
| 시가현                | 비와코 방송         | JAITS          | 제목모양=text-align: left; background-color: #CECCFB;\|확장=yes\|1=합계 2개\|2= 1. 우레로☆미확인소녀 2. 사바돌 |
| 나라현                | 나라 TV             | JAITS          | 합계 4개 1. 우레로☆미확인소녀 2. 사바돌 3. 충격 고우라이간!! 4. 세일러 좀비 |
| 와카야마현            | TV 와카야마         | JAITS          | 합계 9개 1. 우레로☆미확인소녀 2. 사바돌 3. 사랑하는 메종:Rainbow Rose 4. 하오하오!강시걸:동경전시대전기 5. 미에리노가시와기 6. 뱀파이어 헤븐 7. 먹기만 할게 8. 노컨키드:우리들의 게임사 9. 세일러 좀비 |

| TV 도쿄 금요일 24:53 - 25:23의 심야 프로그램 시간대 이름          | TV 도쿄 금요일 24:53 - 25:23의 심야 프로그램 시간대 이름            | TV 도쿄 금요일 24:53 - 25:23의 심야 프로그램 시간대 이름 |
| 이전 작품                                                         | 작품명                                                              | 다음 작품                                                |
| ----------------------------------------------------------------- | ------------------------------------------------------------------- | -------------------------------------------------------- |
| 버라이어티7 (2009.4 - 2011.9)                                     | TV 도쿄 금요 심야 1시 시간대의 심야 드라마 (2011.10 - )             | -                                                        |
| TV 도쿄 금요일 24:53 - 25:23 시간대                               |                                                                     |                                                          |
| 시로우토 명감 (2011.1 - 2011.9) ※여기까지 버라이어티7 시간대      | TV 도쿄 금요 심야 1시 시간대의 심야 드라마 (2011.10 - )             | -                                                        |
| TV 도쿄 금요 24:52 - 25:23 시간대                                 |                                                                     |                                                          |
| 드라마 24 ※24:12 - 24:53 (2005.10 - 2012.9) 【1분 축소해서 계속】 | TV 도쿄 금요 심야 1시 시간대의 심야드라마 (2012.10 - ) 【1분 확대】 | -                                                        |